# Pupalia thonningii
Pupalia thonningii är en amarantväxtart som först beskrevs av Heinrich Christian Friedrich Schumacher, och fick sitt nu gällande namn av Horace Bénédict Alfred Moquin-Tandon. Pupalia thonningii ingår i släktet Pupalia och familjen amarantväxter. Inga underarter finns listade i Catalogue of Life.